# Karl Renner (baríton)
Karl Renner (Peuerbach, 24 de desembre de 1884 - Viena, 24 de juny de 1929) fou un baríton austríac.
La seva trajectòria va començar el 1909 al Teatre Moravià d'Olomouc, seguint a Graz i consolidant-se a l'òpera de Colònia, on va destacar entre 1911 i 1923, incloent-hi l'estrena de Die tote Stadt com a Frank el 1920. El 1923 va ingressar al Wiener Staatsoper, i en la temporada 1925-1926 va actuar al festival de Salzburg i al Gran Teatre del Liceu de Barcelona. El 1926 va participar en l’estrena vienesa de Turandot de Puccini. Fou conegut com a intèrpret en òperes de Wagner i Verdi, i especialment, de Mozart.